# Economische regio West-Siberië
De economische regio West-Siberië (Russisch: Западно-Сибирский экономический район; Zapadno-Sibirski ekonomitsjeski rajon]) is een van de twaalf economische regio's van Rusland. Het omvat een gebied ter grootte van een kwart van Europa, dat in het noorden bestaat uit zeer dunbevolkt moerassig laagland en in het zuiden uit heuvelachtig gebied. De grootste steden in het gebied zijn Novosibirsk, Omsk, Barnaoel, Novokoeznetsk, Tjoemen, Tomsk en Kemerovo.

## Deelgebieden
- Altaj
- kraj Altaj
- oblast Kemerovo
- oblast Novosibirsk
- oblast Omsk
- oblast Tomsk
- oblast Tjoemen
- Chanto-Mansië
- Jamalië

## Economie
In West-Siberië wordt het grootste deel van al de Russische aardolie en aardgas gewonnen, alsook grote voorraden steenkool in de zuidoostelijke Koezbass. Daarnaast bevindt zich hier machinebouw en chemische industrie en worden er consumentengoederen en voedingsmiddelen geproduceerd. Er bevinden zich een aantal zeer grote stuwdammen met waterkrachtcentrales, waarvan die bij de steden Novosibirsk en Kamen aan de Ob de belangrijkste zijn.
De grootste aardolie- en aardgasvelden bevinden zich in Chanto-Mansië en Jamalië, waarbij de laatste momenteel wordt ontwikkeld. In het kader van het nationale project Industriële Oeral - Arctische Oeral worden noordelijk West-Siberië en de Subarctische en Arctische Oeral momenteel voorzien van transportverbindingen naar het westen en zuiden. Dit project heeft ook als doelstelling om met name de Subarctische Oeral open te stellen als nieuw mijnbouwgebied. In de voor Siberische begrippen dichtbevolkte Koezbass wordt naast steenkool ook aardolie en ijzer gewonnen.
Qua landbouw zijn vooral de zwarte aardegebieden van de Altaj belangrijk. De belangrijkste landbouwproducten zijn tarwe, rijst, haver, suikerbieten en vee.
Door het gebied loopt het Ob-Irtysjriviersysteem en -in het zuiden- de Trans-Siberische spoorlijn en de zuidelijke Siberische spoorlijnen, waaraan Barnaoel een groot spoorknooppunt is.

## Sociaal-economische indicatoren
Uit de officiële statistieken lijkt een positief beeld over het gebied naar voren te komen. Door de grote bevolking is het totale bruto regionaal product erg hoog. Het inkomen per hoofd van de bevolking ligt bijna anderhalf keer boven het Russische gemiddelde, wat gedeeltelijk komt door de olie- en gaswinning in noordelijk West-Siberië, waar de lonen ver boven het landelijk gemiddelde uitstijgen, onder andere door bonussen voor het werken in dit gebied met een zeer streng klimaat. De gemiddelde lonen in het gebied liggen ongeveer een derde boven het landelijk gemiddelde. Ook de industriële productiviteit ligt hoog. De mate van het uitbetalen van de lonen ligt echter ongeveer 14% onder het Russisch gemiddelde. Veel bedrijven in het gebied zijn in handen van de staat, wat terug te zien is in het relatief lage percentage van werknemers in de private sector.
Het sociale welzijnsniveau ligt dicht bij het nationaal gemiddelde in termen van levensverwachting en het percentage studenten dat hoger onderwijs volgt. De mening van de bevolking over het gebied is echter negatief. Vergeleken met andere gebieden heeft men hier veel minder vaak de verwachting dat het leven zal verbeteren en is men nog pessimistischer over de nationale economie.
Centraal · Centraal-Tsjernozjom · Noord · Noord-Kaukasus · Noordwest · Oeral · Oost-Siberië · Povolzje · Verre Oosten · West-Siberië · Wolga-Vjatka